# Hieronymus Warmboecke

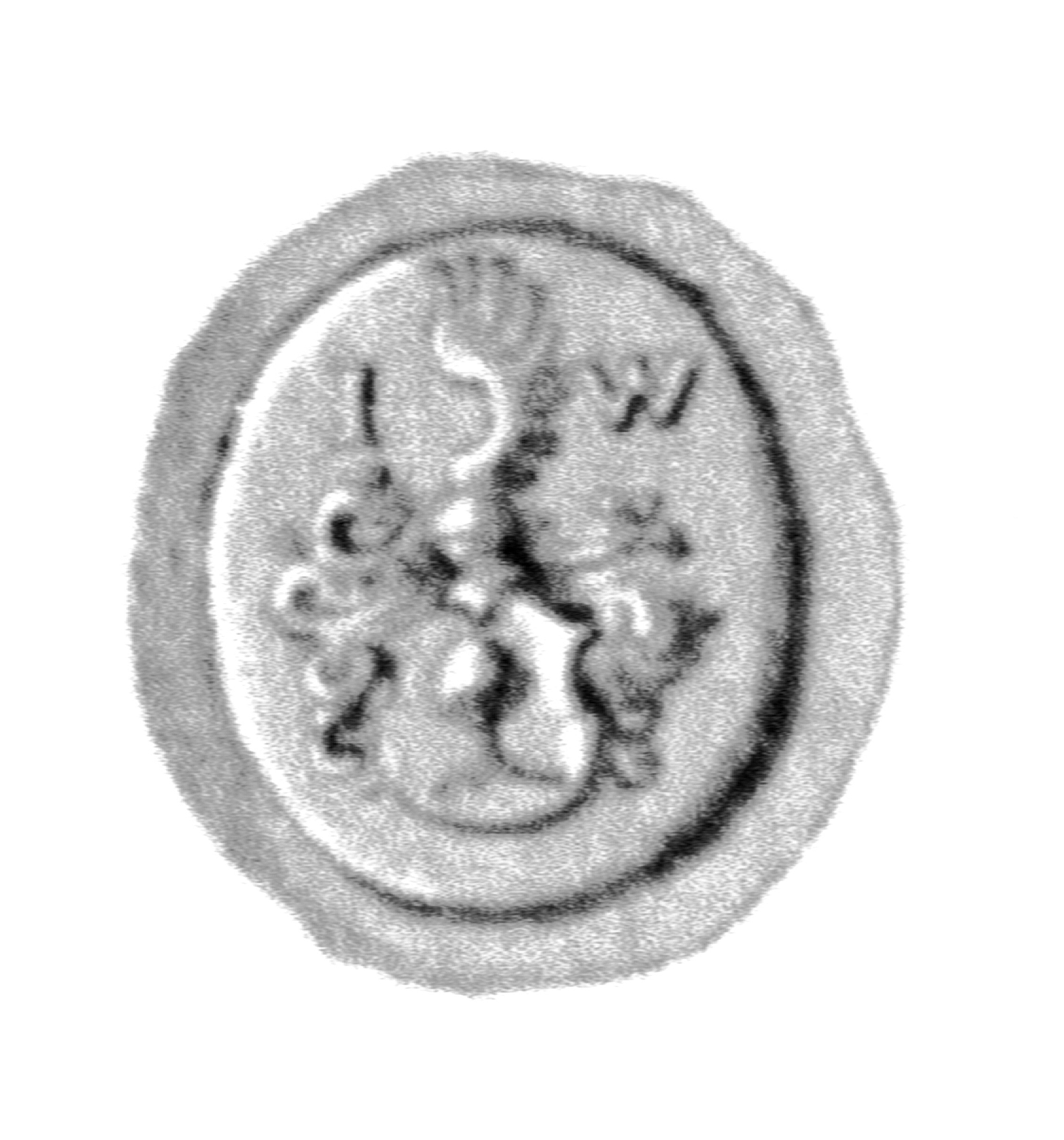
Siegel des Hieronymus Warmboecke um 1550

Hieronymus Warmboecke († 26. Juli 1552 in Lübeck) war Ratsherr der Hansestadt Lübeck.
Hieronymus Warmboecke war Sohn des Lübecker Ratsherrn Heinrich Warmboeke. Er wurde 1544 in den Lübecker Rat erwählt. Warmboecke war mit Ida, einer Tochter des Lübecker Bürgermeisters Hermann Plönnies verheiratet und bewohnte in Lübeck das Haus Breite Straße 52. Sein Sohn Hermann Warmboeke wurde Syndicus der Hansestadt Lübeck und Lübecker Bürgermeister.